# Публий Требоний (трибун)
Вижте пояснителната страница за други личности с името Публий Требоний.
Публий Требоний (на латински: Publius Trebonius) e консулски военен трибун на Римската република през 379 пр.н.е. Произлиза от плебейската фамилия Требонии.